# Liste der Naturdenkmäler in Mals
Die Liste der Naturdenkmäler in Mals (italienisch Malles Venosta) enthält die zehn als Naturdenkmal ausgewiesenen Objekte auf dem Gebiet der Gemeinde Mals in Südtirol.
Basis ist das im Internet einsehbare offizielle Verzeichnis der Naturdenkmäler in Südtirol (Stand: 23. Januar 2015). Dabei kann es sich um botanische, geologische oder hydrologische Naturdenkmäler handeln. Die Reihenfolge in dieser Liste orientiert sich an der ID, alternativ ist sie auch nach dem Namen sortierbar.

## Liste
| Foto |                 | Name                                                                                        | Standort                     | Beschreibung                                                                                         |
| ---- | --------------- | ------------------------------------------------------------------------------------------- | ---------------------------- | --- |
| BW   | Datei hochladen | Zwei Mammutbäume an der Straße nach Schlinig ID: 046_G01                                    | 46° 42′ 10″ N, 10° 31′ 11″ O | Botanisches Naturdenkmal: Mammutbaum                                                                 |
| BW   | Datei hochladen | Zwei Rosskastanien ID: 046_G02                                                              | 46° 42′ 36″ N, 10° 31′ 33″ O | Botanisches Naturdenkmal: Rosskastanie                                                               |
| BW   | Datei hochladen | Zwei Mammutbäume in Mals ID: 046_G03                                                        | 46° 41′ 21″ N, 10° 32′ 46″ O | Botanisches Naturdenkmal: Mammutbaum                                                                 |
| BW   | Datei hochladen | Niedermoor-Feuchtwiese Fischgader ID: 046_G04                                               | 46° 44′ 14″ N, 10° 31′ 36″ O | Hydrologisches Naturdenkmal: Niedermoor                                                              |
| BW   | Datei hochladen | Niedermoor-Feuchtwiese – Fischweiher in Matsch ID: 046_G05                                  | 46° 41′ 56″ N, 10° 37′ 42″ O | Hydrologisches Naturdenkmal: Niedermoor                                                              |
| BW   | Datei hochladen | Niedermoor Matscheralmweiher ID: 046_G06                                                    | 46° 44′ 10″ N, 10° 41′ 10″ O | Hydrologisches Naturdenkmal: Niedermoor                                                              |
| BW   | Datei hochladen | Niedermoor beim Pfaffensee ID: 046_G07                                                      | 46° 42′ 57″ N, 10° 30′ 0″ O  | Hydrologisches Naturdenkmal: Niedermoor                                                              |
| BW   | Datei hochladen | Kolk am Saldurbach ID: 046_G08                                                              | 46° 40′ 45″ N, 10° 36′ 30″ O | Hydrologisches Naturdenkmal: Flußmorphologisches Objekt                                              |
| BW   | Datei hochladen | Ebereschen-(Vogelbeer) Allee längs der Reschenstaatsstraße zw."Ossarium" u.Mals ID: 046_G09 | 46° 42′ 23″ N, 10° 32′ 18″ O | Botanisches Naturdenkmal: Allee                                                                      |
| BW   | Datei hochladen | Saldurseengruppe ID: 046_G10                                                                | 46° 44′ 56″ N, 10° 43′ 8″ O  | Hydrologisches Naturdenkmal: See                                                                     |
| BW   | Datei hochladen | Rassasser See ID: 046_G11                                                                   | 46° 44′ 46″ N, 10° 27′ 19″ O | Hydrologisches Naturdenkmal: See                                                                     |
| BW   | Datei hochladen | Grünsee ID: 046_G12                                                                         | 46° 45′ 5″ N, 10° 29′ 33″ O  | Hydrologisches Naturdenkmal: See                                                                     |
| BW   | Datei hochladen | Pfaffenseen ID: 046_G13                                                                     | 46° 43′ 0″ N, 10° 29′ 45″ O  | Hydrologisches Naturdenkmal: See                                                                     |
| BW   | Datei hochladen | Trockenhang Planeil ID: 046_G14                                                             | 46° 44′ 10″ N, 10° 36′ 31″ O | Botanisches Naturdenkmal: Magerrasen                                                                 |
| BW   | Datei hochladen | Trockenhang Matsch ID: 046_G15                                                              | 46° 43′ 6″ N, 10° 39′ 1″ O   | Botanisches Naturdenkmal: Magerrasen                                                                 |
| BW   | Datei hochladen | Reliktwald Malser Heide ID: 046_G16                                                         | 46° 44′ 17″ N, 10° 32′ 31″ O | Hydrologisches Naturdenkmal: Reliktwald                                                              |
| ja   | Datei hochladen | Gostanera ID: 046_G17                                                                       | 46° 44′ 36″ N, 10° 41′ 51″ O | Botanisches Naturdenkmal: Fläche im Waldgrenzbereich mit spärlichem Baumwuchs von Zirben und Lärchen |

| Foto: | Fotografie des Naturdenkmals. Klicken des Fotos erzeugt eine vergrößerte Ansicht. Daneben finden sich zwei Symbole: |
| ID    | Identifikator bei der Abteilung Natur, Landschaft und Raumentwicklung der Südtiroler Landesverwaltung               |